# Ronaldo Aloise Pilli
Ronaldo Aloise Pilli (Piracicaba, 1 de julho de 1955) é um químico brasileiro, comendador da Ordem Nacional do Mérito Científico desde 2006.

## Biografia
Obteve o bacharelado em Química pela UNICAMP (1976]], mesma instituição onde concluiu o Doutorado (1981 na área de Química Orgânica. Pós-doutorado na Universidade da California, Berkeley (1982-1884), de regresso ao país implantou no Instituto de Química a linha de pesquisa na área de Síntese Estereosseletiva de Produtos Naturais e Fármacos.
Durante a sua carreira, orientou aproximadamente 40 mestres e doutores que atuam nas mais diversas instituições de ensino e pesquisa e também em empresas, no país e no exterior.
É professor titular do Instituto de Química e bolsista de produtividade nível 1A do CNPq com aproximadamente 100 trabalhos publicados em periódicos indexados de circulação internacional que receberam, até ao momento, aproximadamente 1.200 citações, além de uma dezena de patentes na área de feromônios e fármacos.
Em 1989, foi premiado como orientador do trabalho vencedor do "Prêmio Union Carbide de Incentivo à Química", categoria "Pós-graduação" e, em 1999, com o "Silver Jubilee Award" da International Foundation for Science, na Suécia.
Em 2006, recebeu a Ordem Nacional do Mérito Científico, na categoria "Comendador" e, em 2008, o "Prêmio de Reconhecimento Acadêmico Zeferino Vaz".
Atuou como pesquisador visitante na Georg-August Universität, em Göttingen, Alemanha, em 1994 e professor visitante na Warwick University, na Inglaterra, em 2005. Foi membro do comitê científico e tecnológico da Rhodia S/A, editor do Journal of the Brazilian Chemical Society e Diretor do Instituto de Química, na UNICAMP de junho de 2006 a abril de 2009.